# Вилфред Баума
Вилфред Баума (на нидерландски: Wilfred Bouma) е холандски бивш професионален футболист, защитник. Висок е 178 см. Най-известен с изявите си за ПСВ Айндховен и Астън Вила.

## Кариера
Баума прави професионалния си дебют през 1994 г. с екипа на ПСВ. След това бранителят играе като преотстъпен последователно за МВВ и Фортуна Ситард. След натрупания опит в тези клубове Баума се завръща в Айндховен и се утвърждава като основен играч за „червено-белите“. Баума прави дебюта си за Холандия през 2000 г. срещу Ейре. В по-ранен етап на своята кариера Баума е използван като ляво крило и нападател в отбора на ПСВ заради добрата си бързина. По това време Баума си партнира с Рууд ван Нистелрой и Арно Бругинк в атаката на „филипсите“. След това се преквалифицира в ляв бек, а понякога играе и като централен защитник.
На 30 август 2005 г. Астън Вила плаща 3,5 млн. паунда и привлича играча в редиците си. Благодарение на добрите си изяви в Премиършип печели място в холандския национален отбор на Евро 2008. След края на първенството Баума получава тежка контузия, поради която не играе футбол 2 години. След края на контракта си с Астън Вила Баума се завръща в ПСВ. Става втори капитан на „филипсите“ и отново успява да се завърне в националния отбор на Холандия – играе за „оранжевите“ на Евро 2012. В края на сезон 2012/13 слага край на кариерата си.